# Музей на Вергинските царски гробници
Музеят на Вергинските царски гробници (на гръцки: Μουσείο Βασιλικών τάφων Αιγών) е музей в берското село Вергина, Гърция.

## Описание
Музеят е изграден в могилата на царските гробници, а в 1997 година в него са изложени съкровищата, намерени в царските горбници, сред които са венците на Филип II Македонски и Меда от Одесос, с които са погребани - Вергинският златен дъбов венец и Вергинският златен миртов венец. Към музея работи и консервационно ателие за запазване на стенописите в гробниците.